# Nueva Revolución, Altamirano
Nueva Revolución är en ort i Mexiko.   Den ligger i kommunen Altamirano och delstaten Chiapas, i den sydöstra delen av landet, 800 km öster om huvudstaden Mexico City. Nueva Revolución ligger 985 meter över havet och antalet invånare är 282.
Terrängen runt Nueva Revolución är huvudsakligen kuperad, men söderut är den bergig. Nueva Revolución ligger nere i en dal. Runt Nueva Revolución är det ganska glesbefolkat, med 34 invånare per kvadratkilometer. Närmaste större samhälle är Morelia, 11,0 km väster om Nueva Revolución. I omgivningarna runt Nueva Revolución växer i huvudsak städsegrön lövskog.